# Jerzy Fotek
Jerzy Fotek ps. „Robert” (ur. 5 lutego 1920, zm. 2 września 1944) – działacz socjalistyczny, żołnierz batalionu szturmowego AL im. „Czwartaków”.
Był synem działacza robotniczego i spółdzielczego Antoniego Fotka (1896-1966). Ukończył szkołę prowadzoną przez żoliborski oddział RTPD, od 1935 należał do OMTUR i Czerwonego Harcerstwa. Podczas okupacji hitlerowskiej w 1941 przystąpił do organizacji Polscy Socjaliści, brał udział w wielu akcjach sabotażowych i bojowych, wespół z Władysławem Andrzejczakiem organizował oddziały milicyjne. Należał następnie do najbliższych współpracowników Ryszarda Suskiego w żoliborskim oddziale Milicji Ludowej RPPS. Na początku 1944 r. przeszedł do batalionu szturmowego AL im. Czwartaków i został dowódcą jednego z plutonów w stopniu sierżanta. W czasie powstania warszawskiego walczył na Żoliborzu i Starówce. 26 sierpnia ciężko ranny na Starówce w nogi podczas bombardowania, przebywał w szpitalu przy ul. Długiej i prawdopodobnie został wraz z innymi rannymi zamordowany.